# Wesoła trójka
Wesoła trójka (cz. Štika v rybníce) – czechosłowacki czarno-biały film komediowy z 1951 w reżyserii Vladimíra Čecha. 

## Obsada
- Jaroslav Vojta jako František Doubrava, mistrz murarski
- Lída Vendlová jako murarka Mařka Dudková
- Josef Pehr jako Franta, syn Doubravy
- Eman Fiala jako murarz Alois Bureš
- Marie Brožová jako ciotka Dufková
- Ota Motyčka jako murarz Hora
- Josef Kemr jako Chaloupka
- Fanda Mrázek jako fryzjer
- Květa Fialová jako murarka Lída
- Bohuš Hradil jako przewodniczący Rady Zakładowej
- Bedřich Prokoš jako instruktor Souček
- Lubor Tokoš jako reporter radiowy
- Dagmar Frýbortová jako kierowniczka internatu
- Vlasta Vlasáková jako murarka z internatu
- František Klika jako ogrodnik Datel
- Anna Kadeřábková jako kobieta obsługująca wciągarkę
- Arna Pekárková jako starsza kobieta